# Marie Christine von Reibnitz

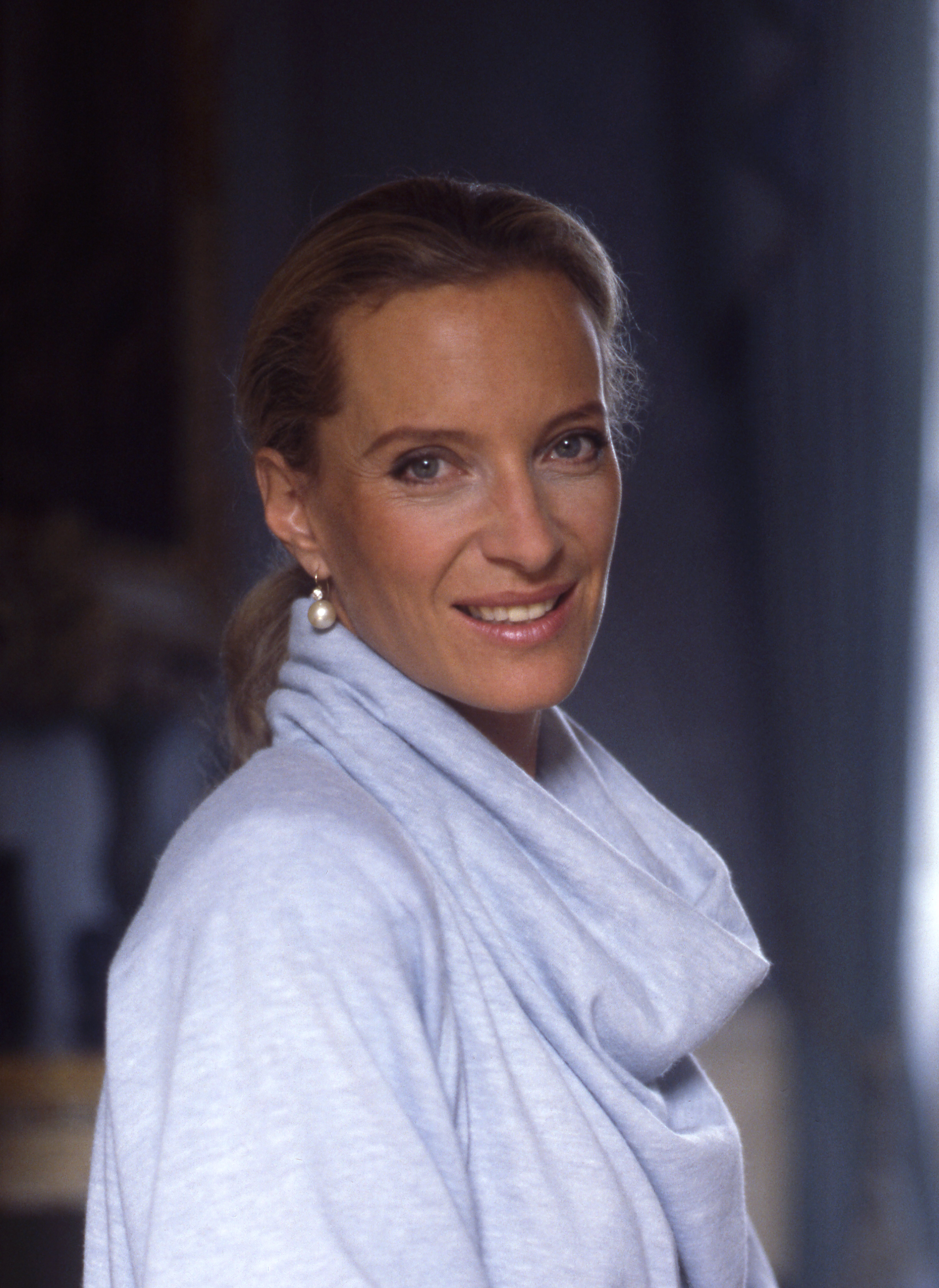
Princess Michael of Kent (1999)

Princess Michael of Kent (* 15. Januar 1945 in Karlsbad, Regierungsbezirk Eger, Reichsgau Sudetenland, Deutsches Reich als Marie Christine Anna Agnes Hedwig Ida Freiin von Reibnitz) ist durch Heirat ein Mitglied der britischen Königsfamilie. Sie ist die Ehefrau von Prince Michael of Kent, einem Enkel von König Georg V. und Königin Mary sowie Onkel 2. Grades von König Charles III. Ihre offizielle Anrede lautet Her Royal Highness.

## Herkunft und Privatleben

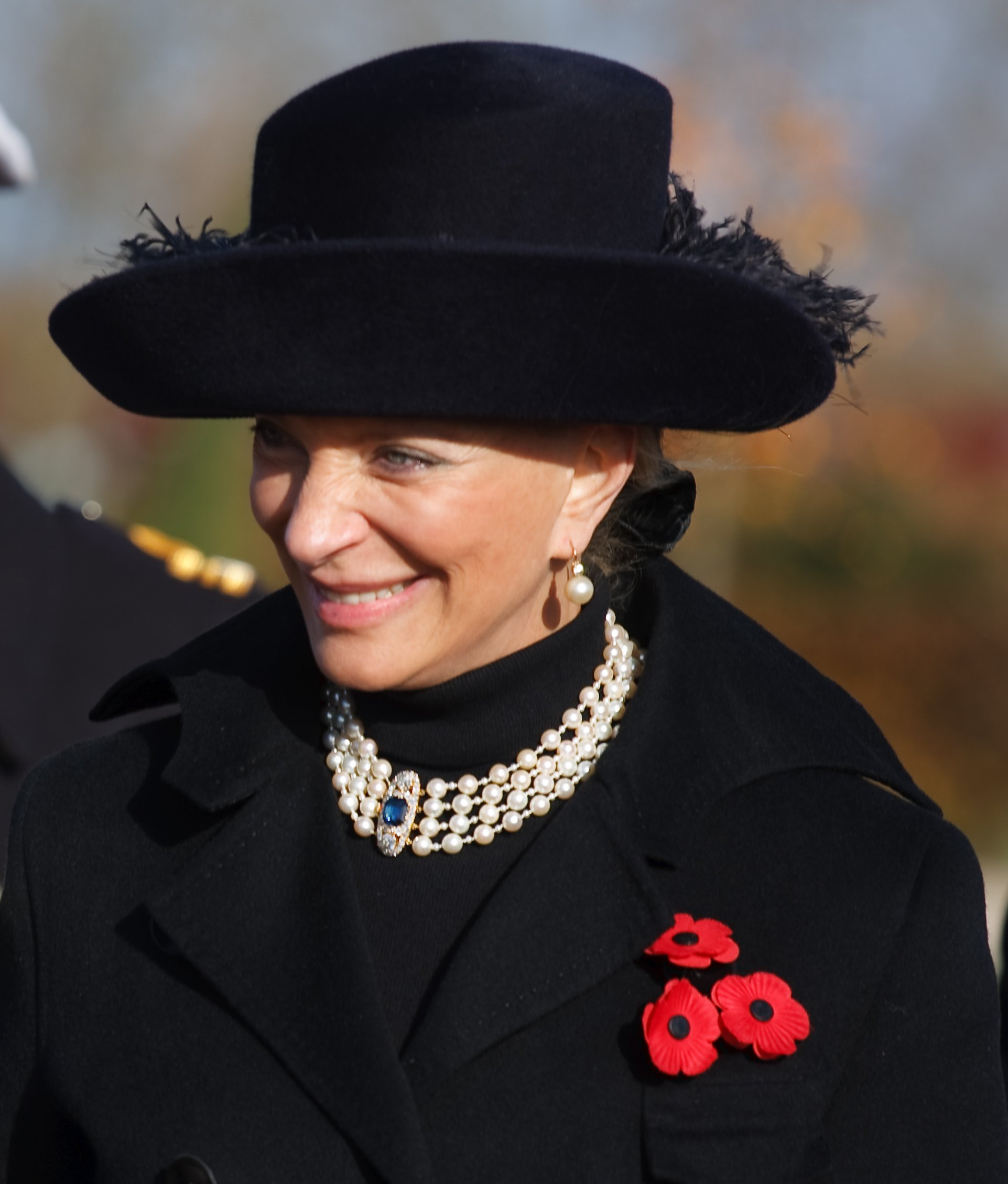
IKH Prinzessin Michael von Kent

Princess Michael (deutsch etwa Prinzessin Michael) ist die einzige Tochter von Günther Freiherr von Reibnitz (1894–1983) und dessen zweiter Ehefrau Maria Anna Carolina Franziska Walpurga Bernadette Gräfin Szápáry von Muraszombath, Széchysziget und Szapár (1911–1998), Tochter des Diplomaten Graf Friedrich von Szápáry. Ihre Großmutter mütterlicherseits war eine Prinzessin von Windisch-Graetz, ihr Vater entstammt einer Familie schlesischer Freiherren und war Gutsbesitzer und Pferdezüchter. Nach Angaben des Sunday Telegraph stellte er zusammen mit seinem Bruder Joachim vor der Volksabstimmung in Oberschlesien 1921, die von Aufständen begleitet war, zwei Freikorps auf, um zwischen Cosel und Ratibor die Grenze an der Oder zu sichern („Grenzschutz Ost“). 1985 geriet er in die Schlagzeilen, als der Daily Mirror veröffentlichte, dass er seit 1933 Mitglied der Reiter-SS gewesen war. Daraufhin veröffentlichte Princess Michael Dokumente aus dem ihren Vater betreffenden Spruchkammerverfahren, nach denen er nur wegen seines Postens als schlesischer Gaujägermeister zum SS-Ehrenführer ohne Befehlsgewalt ernannt und im Berufungsverfahren als „Mitläufer“ und „nicht Angehöriger der im Nürnberger Urteil für verbrecherisch erklärten Organisationen“ eingestuft worden war. Ab 1934 war er wegen seines offen praktizierten katholischen Glaubens, der guten Behandlung von „Zivilarbeitern“ und weil er Juden das Jagen gestattete, so mit dem NS-Regime in Konflikt geraten, dass er 1944 seinen Posten als Gaujägermeister verlor, zur berüchtigten SS-Sondereinheit Dirlewanger abkommandiert wurde und diesem nur entging, indem er bei seiner alten Wehrmachtseinheit unterkam und aus disziplinarischen Gründen aus der SS ausgeschlossen wurde. Ihre Eltern ließen sich 1946 scheiden. Der Vater ging nach Südafrika und lebte später in Mosambik. Marie Christine von Reibnitz lebte mit der Mutter in Australien, in Rose Bay, einem Vorort von Sydney.
In erster Ehe war sie mit dem Bankier Thomas Troubridge verheiratet; die Ehe wurde 1977 geschieden und Papst Paul VI. annullierte 1978 die kirchliche Ehe. Ihren zweiten Ehemann, der ein Schulkamerad ihres früheren Ehemanns gewesen war, lernte sie in London kennen. Sie heirateten 1978 standesamtlich in Wien und später kirchlich in London. Durch die Eheschließung mit einer Katholikin schied Michael von Kent nach dem Act of Settlement von 1701 aus der Thronfolge aus. Seit dem 26. März 2015 wird jedoch Prinz Michael wieder in der britischen Thronfolge geführt, da durch das Perth Agreement Ehen mit Katholiken wieder erlaubt sind. Aus der Ehe stammen zwei Kinder, Lord Frederick Windsor (* 1979) und Lady Gabriella Windsor (* 1981). Sie sind Angehörige der Church of England und damit in der Thronfolge berücksichtigt.

## Name
Durch die Heirat mit Prince Michael erwarb sich die Braut keinen eigenen Prinzessinnen-Titel (etwa „Princess Marie-Christine“), daher führt sie – wie in England üblich – den Vornamen ihres Mannes im Titel, „Princess Michael“. Allerdings gibt es derzeit keine andere angeheiratete Prinzessin im englischen Adel, die nicht den Titel einer Herzogin oder einer Gräfin unter ihrem eigenen Vornamen trägt, und somit ist Princess Michael die einzige, die diese Titelkombination führt. Innerhalb der königlichen Familie, beispielsweise vom König, wird die Prinzessin bei ihrem Vornamen, Marie-Christine, genannt.

## Skandalchronik

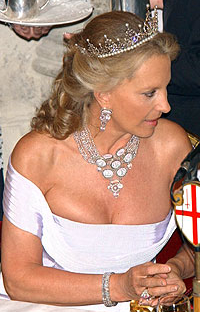
IKH Prinzessin Michael bei einem Bankett 2003

2005 geriet Princess Michael in die Schlagzeilen, nachdem sie sich gegenüber dem Journalisten Mazher Mahmood, der sich als Scheich ausgegeben hatte, herablassend über Mitglieder der königlichen Familie geäußert hatte, etwa über den damaligen Prinz Charles und dessen zweite Frau Camilla. Dessen erste Frau, Lady Diana Spencer, wohnte seit ihrer Trennung 1992 im Kensington-Palast mit den Kents Tür an Tür; die Prinzen William und Harry sollen sich als Kinder einen Spaß daraus gemacht haben, Marie Christines Katzen durch den Garten zu scheuchen. Sie selbst wies gerne darauf hin, dass die Familie von Reibnitz einige Jahrhunderte älter sei als die erst um 1600 geadelten „Schafzüchter“ Spencer. Andererseits soll sie als Ausländerin von den Windsors gelegentlich spöttisch geneckt worden sein, so soll Königin Elisabeth II. die große Blondine ‘our Val’ („unsere Walküre“) bezeichnet haben.
2006 wurde Princess Michael mit dem verwitweten russischen Möbelhändler und Multimillionär, Michail Krawtschenko (* 1966), händchenhaltend in Venedig fotografiert. Gerüchte um eine Affäre in der britischen Presse wurden von ihr dementiert. Krawtschenko wurde 2012 erschossen in Moskau aufgefunden.
Sowohl Prinz als auch Prinzessin Michael of Kent, die von der britischen Presse für ihre forsche Art als Princess Pushy (dt. etwa Prinzessin Aufdringlich) bezeichnet wird, standen zudem wiederholt in der Kritik, ihren königlichen Status zu ihrem persönlichen Vorteil auszunutzen. Im Jahr 2002 deckte die britische Presse auf, dass das Paar lediglich eine Monatsmiete von 276 Pfund für die Wohnung mit mehr als zehn Zimmern im Kensington-Palast, dessen Unterhalt den britischen Steuerzahler zu der Zeit mehr als eine Million Pfund kostete, bezahlte, wohingegen die eigentlichen monatlichen Mietkosten bei 10.000 Pfund lagen. Daraufhin forderte eine Gruppe von Unterhaus-Abgeordneten, dass das Paar zur Räumung gezwungen werden müsste. Seit 2010 bezahlt Prince Michael die Jahresmiete von 120.000 Pfund, nachdem Elisabeth II. die Kosten seit 2002 beglichen hatte und er seinen 1980 erworbenen Zweitwohnsitz, Nether Lypiatt, bei Stroud 2005 für fünf Millionen Pfund verkauft hatte.

## Werke
Prinzessin Michael von Kent verfasste mehrere Sachbücher und belletristische Werke.
- Crowned in a Far Country: Portraits of Eight Royal Brides. George Weidenfeld and Nicholson, 1986, ISBN 1-55584-011-6 (englisch).
- Cupid and the King: Five Royal Paramours. HarperCollins, 1991, ISBN 0-7432-7086-X (englisch).
- Schwarz und weiss. LangenMüller, München 2006, ISBN 3-7844-3054-6 (englisch: Serpent and the Moon. 2004. Übersetzt von Antoinette Gittinger).
- The Queen of Four Kingdoms. Little, Brown Book Group, 2013, ISBN 978-1-4721-0845-6 (englisch).
- Quicksilver : A Novel. Little, Brown Book Group, 1. Januar 2015 (englisch).
- Agnès Sorel: Mistress of Beauty. Constable & Robinson, 2015, ISBN 978-1-4721-1913-1 (englisch).
- A Cheetah's Tale. Bradt Travel Guides, 2018, ISBN 978-1-78477-069-3 (englisch).

## Titel
- Baroness Marie Christine von Reibnitz (15. Januar 1945–14. September 1971)
- Baroness Marie Christine von Reibnitz, Mrs Thomas Troubridge (14. September 1971–30. Juni 1978)
- Her Royal Highness Princess Michael of Kent (seit dem 30. Juni 1978)

Ihr vollständiger Titel lautet: Her Royal Highness Princess Michael George Charles Franklin of Kent

## Orden und Ehrenzeichen
| Jahr | Staat                  | Orden/Ehrenzeichen                        |
| ---- | ---------------------- | ----------------------------------------- |
| 2002 | Vereinigtes Königreich | Queen Elizabeth II Golden Jubilee Medal   |
| 2012 | Vereinigtes Königreich | Queen Elizabeth II Diamond Jubilee Medal  |
| 2022 | Vereinigtes Königreich | Queen Elizabeth II Platinum Jubilee Medal |
| 2023 | Vereinigtes Königreich | King Charles III Coronation Medal         |

Weiters ist sie Dame des Sternkreuzordens.